# Sgriesolona
La sgriesolona, detta altrimenti rosegota e sbrisolona, è un dolce tipico della provincia di Padova, simile alla fregolotta trevigiana e alla sbrisolona mantovana.

## Descrizione
Viene preparata da un impasto di farina gries, mandorle tritate, burro, tuorlo d'uovo e zucchero, disteso su un foglio di pasta di mandorle scottato alla fiamma. Dopo la cottura viene lasciato riposare una giornata.
Ne risulta un dolce di forma rotonda, alto circa un centimetro. Ha consistenza particolarmente dura (pertanto viene spezzato e mangiato con le mani senza l'ausilio di posate), ma è comunque friabile. Si sposa particolarmente a vini dolci e passiti.